# Nada personal (telenovela)
 Nada personal  es una telenovela mexicana producida por Argos Televisión para TV Azteca en 1996. Es una historia original de Carlos Payán, Epigmenio Ibarra y Hernán Vera, bajo el desarrollo de Alberto Barrera Tyszka, la cual causó gran polémica debido a su temáticas como la corrupción política en México, pero rompiendo récords de audiencia y desplazando en índices de audiencias a producciones del horario estelar de su competencia Televisa, como Para toda la vida.
Se estrenó primero por TV 7 el 20 de mayo de 1996, pero el 12 de agosto de ese mismo año fue movido a TV 13 dejando su espacio para la telenovela Te dejaré de amar, y finalizó el 14 de febrero de 1997 siendo reemplazada por Al norte del corazón.
Esta protagonizada por Ana Colchero (tiempo después reemplazada por Christianne Gout), José Ángel Llamas y Demián Bichir, con las participaciones antagónicas de Rogelio Guerra, Víctor Hugo Martín y Anna Ciocchetti.

## Trama
"No es nada personal". Esas fueron las últimas palabras que el jefe de la policía Fernando Gómez Miranda le dirigió a su amigo después de matarlo. Su víctima, el bienamado político y aspirante a procurador general Raúl de los Reyes junto a su hija Dolores "Lolita", de 13 años de edad, fueron emboscados y asesinados en su propio auto. Pero Camila, la hija mayor del político sobrevive al atentado al esconderse en el portaequipajes del auto. Casi moribunda, es descubierta por Luis Mario Gómez, un periodista de sentimientos profundos y ojos tristes, quien la lleva al hospital, salvándole la vida. Es ahí cuando surge un lazo entre ambos que Luis Mario no puede desprender. El comandante Alfonso Carbajal, medio hermano del periodista es asignado al caso. Al reconocer a Camila (ya que ambos habían estudiado derecho en la universidad), Alfonso cree que ella está metida en el negocio del narcotráfico, debido al surgimiento de pistas que así lo indican. A pesar de sus sospechas, Alfonso no podrá evitar enamorarse de Camila.
Ahora, ambos hermanos se debaten entre el deber profesional que requiere que hagan confesar a Camila, y el deseo de protegerla. Mientras tanto, es Fernando quien se encarga de fabricar evidencia para destruir a Camila, teniendo por objetivo quedarse con la viuda de Raúl, María Dolores, a quien desea desde hace muchos años.
Luis Mario y Alfonso, cada uno por su lado, buscan pruebas para exonerar a Camila y encontrar al verdadero culpable, sin imaginar que su mayor enemigo es... su propio padre.

## Reparto

### Reparto principal
- Ana Colchero como Camila de los Reyes #1
- Rogelio Guerra como el comandante Fernando Gómez Miranda "El Águila Real"
- Lupita Ferrer como María Dolores de los Reyes
- Demián Bichir como el comandante Alfonso Carbajal
- José Ángel Llamas como Luis Mario Gómez
- Guillermo Gil como Mateo #1
- Joaquín Garrido como "X"
- Claudio Obregón como Raúl de los Reyes
- Christianne Gout como Camila de los Reyes #2

### Reparto recurrente
- Vanessa Acosta como Paula
- Martín Altomaro como Próspero "Pop"
- Anna Ciocchetti como Elsa Grajales
- Mónica Dionne como Alicia
- Enoc Leaño como "Mandíbulas"
- Claudia Lobo como Alma
- Pilar Ixquic Mata como Rosalba
- Víctor Huggo Martín como Víctor / Hugo
- Loló Navarro como Xóchitl
- María Renée Prudencio como Soraya
- Martha Resnikoff como Ester
- Josefo Rodríguez como Esteban
- José Sefami como "Marrana"
- Lourdes Villarreal como Benigna
- Dunia Zaldívar como Amalia
- Gloria Peralta como Mónica
- Gilberto Pérez Gallardo como Lucio

## Producción
Las grabaciones de la telenovela comenzaron el 27 de noviembre de 1995 en la Ciudad de México, con estreno el 20 de mayo de 1996. Las grabaciones terminaron el 27 de diciembre de 1996.

## Audiencia
| Temporada | Horario (CT) | Cadena | Episodios | Primera emisión    | Primera emisión | Última emisión        | Última emisión  |
| Temporada | Horario (CT) | Cadena | Episodios | Fecha              | Rating (puntos) | Fecha                 | Rating (puntos) |
| --------- | --- | ------ | --------- | ------------------ | --------------- | --------------------- | --------------- |
| 1         | Lunes a viernes 22:00 - 22:30 h. (eps. 1-10) Lunes a viernes 21:30 - 22:00 h. (eps. 11 - 60)                                                   | TV 7   | 195       | 20 de mayo de 1996 | 16.0            | 14 de febrero de 1997 | 29.0            |
| 1         | Lunes a viernes 21:00 - 21:30 h. (eps. 61-120) Lunes a viernes 21:00 - 21:45 h. (eps. 121-140) Lunes a viernes 21:15 - 22:00 h. (eps. 141-195) | TV 13  | 195       | 20 de mayo de 1996 | 16.0            | 14 de febrero de 1997 | 29.0            |